# Podonidae
Podonidae is een familie van kreeftachtigen uit de klasse van de Branchiopoda (blad- of kieuwpootkreeftjes).

## Geslachten
- Caspievadne Behning, 1941
- Cornigerius Mordukhai-Boltovskoi, 1967
- Evadne Lovén, 1836
- Pleopis Dana, 1852
- Podon Lilljeborg, 1853
- Podonevadne Gibitz, 1922
- Pseudevadne Claus, 1877